# A Educação Sentimental
A Educação Sentimental é um romance de Gustave Flaubert publicado em 1869. É considerado um dos romances mais influentes do século XIX, elogiado por escritores contemporâneos como George Sand, Émile Zola e Henry James, e incluído na lista dos 100 melhores livros de todos os tempos de acordo com o The Guardian.
O livro narra a vida de um jovem francês, Frédéric Moreau, que testemunha a revolução de 1848 e a fundação do Segundo Império Francês e que apaixona-se por uma mulher mais velha (personagem criada com base na esposa do editor de música clássica Maurice Schlesinger, retratado no livro como Jacques Arnoux). Muitas experiências vividas pelo protagonista no romance são baseadas em experiências que o próprio Flaubert viveu (como a paixão por uma mulher mais velha). Ele comentou sobre o livro em 6 de outubro de 1864 em uma carta para a escritora Marie-Sophie Leroyer de Chantepie:
Quero escrever a história moral dos homens de minha geração — ou, mais precisamente, a história de seus sentimentos. É um livro sobre amor, sobre paixão; mas uma paixão capaz de sobreviver nos dias de hoje — ou seja, uma paixão inerte.
O tom da narrativa é por vezes irônico e pessimista; em determinadas ocasiões também ridiculariza a sociedade francesa. As inclinações de Frédéric, o protagonista, ao luxo ao longo do livro são alguns dos elementos satíricos relacionados à sociedade francesa de então, prestes a retornar à monarquia.

## Resumo do enredo

### Parte I
Frédéric Moreau reencontra-se com Deslauriers, um amigo de infância, que lhe aconselha a conhecer Dambreuse, um rico banqueiro de Paris. Frédéric parte para Paris, levando uma carta de recomendação de seu vizinho, o senhor Roque, que trabalha para Dambreuse. Apesar disso, sua apresentação a Dambreuse não tem muito sucesso. Em Paris, Frédéric visita uma loja pertencente ao senhor Arnoux, cuja esposa o fascinou quando ele encontrou-a no início do romance. No entanto, ele não toma nenhuma ação em relação a essa descoberta, e passa a viver sem compromissos em Paris por alguns meses. Pouco mais de um ano após o início da trama, Frédéric está em um protesto estudantil quando conhece Hussonet, que trabalha na loja do senhor Arnoux. Frédéric torna-se parte de um grupo de amigos que encontra-se na loja. Em determinado momento ele é convidado para jantar com o senhor e a senhora Arnoux. Ao mesmo tempo, seu amigo Deslauriers chega em Paris. Frédéric fica obcecado com a senhora Arnoux. Deslauriers tenta distrai-lo apresentando-lhe um cabaré, onde eles encontram o senhor Arnoux e sua amante, a senhorita Vatnaz. Mais tarde, Frédéric é convencido a voltar para a casa de sua mãe, que está enfrentando dificuldades financeiras. Em casa, ele encontra Louise, a filha de seu vizinho, o senhor Roque. Suas dificuldades financeiras acabam com a morte do tio, cuja herança permite o seu retorno a Paris.

### Parte II
De volta a Paris, Frédéric descobre que o senhor e a senhora Arnoux mudaram-se. Ele consegue descobrir a cidade para a qual eles mudaram-se, e acaba por encontrar Regimbar, um dos membros de seu antigo círculo parisiense. Ele descobre que Arnoux está com problemas financeiros e agora tornou-se um comerciante de cerâmica. Arnoux apresenta Frédéric para outra de suas amantes, Rosanette. Frédéric gosta de Rosanette, e faz com que Pellerin pinte um retrato dela. A senhora Arnoux descobre sobre a infidelidade do marido. Frédéric promete emprestar dinheiro a Deslauriers, mas acaba por emprestá-lo a Arnoux, que mais tarde não consegue pagar a dívida. Deslauriers e Frédéric brigam. Em uma tentativa de resolver a situação, Frédéric busca novamente Dambreuse, que desta vez oferece-lhe um cargo. De qualquer forma, Frédéric fracassa em manter sua palavra, indo, ao invés disso, visitar a senhora Arnoux na fábrica de cerâmica. Ela permanece indiferente a suas tentativas, e nessa sua nova estada em Paris ele ainda por cima persegue Rosanette. Suas dificuldades acumulam-se e novamente ele encontra-se com Deslauriers, que lhe aconselha a voltar para casa. Em casa, Frédéric apaixona-se e noiva Louise, a filha de seu vizinho. Deslauriers passa essa notícia para a senhora Arnoux, que aborrece-se. Frédéric diz que tem negócios a fechar em Paris. Lá, ele encontra-se com a senhora Arnoux, e eles revelam suas paixões um pelo outro. Eles combinam de ter encontros privados, mas o filho da senhora Arnoux fica gravemente doente. Aborrecido e sem saber a razão da ausência da senhora Arnoux, Frédéric dorme novamente com Rosanette.

### Parte III
No meio da revolução, os escritos políticos de Frédéric conquistam novamente o respeito de seus amigos e do senhor Dambreuse. Frédéric, vivendo com Rasanette, passa a sentir ciúmes pela sua longa relação com o senhor Arnoux, e a convence a abandoná-lo e ir viver no campo. Ainda durante sua estada em Paris, Frédéric janta na casa de Dambreuse com Louise e seu pai, que vieram a Paris para encontra-lo. Louise fica sabendo da relação entre Frédéric e Rosanette. Frédéric encontra-se com a senhora Arnoux, que lhe explica por que ela faltou ao encontro marcado. Durante esse novo encontro, Ronasette aparece e revela que está grávida. Frédéric decide seduzir a senhora Dambreuse para crescer na sociedade. Ele consegue seduzi-la, e pouco depois o senhor Dambreuse morre. O filho recém-nascido de Rosanette fica gravemente doente e vive pouco tempo. Enquanto isso, as dificuldades financeiras do senhor Arnoux acabam por fali-lo por completo e ele prepara-se para abandonar o país. Incapaz de encarar a perda da senhora Arnoux, Frédéric pede dinheiro para a senhora Dambreuse, mas é tarde demais para impedir a partida do senhor e da senhora Arnoux. Nesse momento a senhora Dambreuse descobre a razão pela qual ele pediu dinheiro emprestado. Frédéric volta para a casa de sua família, esperando encontrar Louise por lá, mas descobre que ela desistiu dele e casou-se com Deslauriers. Frédéric volta para Paris. Muitos anos depois, ele tem um rápido encontro com a senhora Arnoux, no qual jura o seu amor eterno a ela. Após outro intervalo de tempo, ele encontra-se com Deslauriers, e o romance termina começou, com os dois contando histórias do passado.

## Personagens
A volatilidade e o egoísmo são características marcantes nos personagens de A Educação Sentimental. Frédéric, o protagonista, primeiro apaixona-se pela senhora Arnoux, e depois enfrenta diversas mudanças quanto a seu amor. Além disso, ele é incapaz de decidir-se em uma profissão, vivendo da herança de seu tio. Outros personagens, como o senhor Arnoux, são tão voláteis nos negócios quanto Frédéric é no amor. Sem o materialismo e “o culto ao poder” dos dois, quase todos os personagens ficariam sem direção na trama. Essa era a visão de Flaubert sobre sua época, e a contínua aplicabilidade desse cinismo explica bem a longevidade de certas questões abordadas no livro.

## Recepção literária
Henry James, um antigo admirador de Flaubert, considerou o livro uma grande mudança depois de seu famoso predecessor, Madame Bovary:
Aqui a forma e o método são os mesmos que em Madame Bovary; o academicismo, a ciência, o acúmulo de capital, são ainda mais impressionantes; mas uma descrição em uma única palavra do livro é que ele é um livro morto. Madame Bovary foi espontâneo e sincero; mas ler seu sucessor é, para alguém mais sensível, como mastigar cinzas e serragem. L’Éducation Sentimentale é elaborado e incrivelmente triste. Que um romance deva ter certo charme parece agora para nós o mais rudimentar dos princípios, e, até para o mais implicante dos gênios, aqui, neste laborioso monumento, não será encontrado mais charme do que em um amontoado de cascalho.
O sociólogo francês Pierre Bourdieu, por seu lado, achou o romance interessante, e fez um mapa dos espaços sociais do romance, ligando a organização social ao espaço literário. György Lukács, em sua A Teoria do Romance, achou A Educação Sentimental essencialmente moderno na forma como lida com a passagem do tempo e como ela é percebida pelos personagens.

## Alusões literárias
No começo do romance, Frédéric se compara ao Jovem Werther (1774), de Goethe, René (1802), de Chateaubriand, Lara (1824), de Lorde Byron, Leila (1833/1839), de George Sand, e Frank de La Coupe et les Lèvres, de Alfred de Musset, um protagonista popular do fim do século XVIII e do começo do século XIX. Seu amigo Deslauriers também fala para Frédéric não se esquecer de Rastignac, da Comédia Humana de Balzac, e na segunda parte Frédéric pergunta para a senhorita Louise Roque se ela ainda tem Dom Quixote.

## Adaptações
- L’Education Sentimentale, um filme da Alemanha Ocidental de 1962, levemente baseado no romance;[9]
- Sentimental Education, uma minissérie britânica de 1970 produzida e transmitida pela BBC;[10]
- L’Education Sentimentale, uma minissérie francesa de 1973;[11]
- Em Mr. Jealousy, um filme de 1997 dirigido por Noah Baumbach, o protagonista, Lester Grimm, cita uma frase da última página do romance.[12]